# Jay Miner
Pour les articles homonymes, voir Miner.
Jay Miner, né le 31 mai 1932 à Prescott dans l'Arizona et mort le 20 juin 1994 à Mountain View en Californie, est un concepteur américain de circuit intégré, connu pour ses travaux dans le domaine des chipsets multimédia. Ingénieur chez Atari et cofondateur de Amiga Corporation, il est considéré comme le « père de l'Amiga ». 

## Biographie
Jay Miner est né le 31 mai 1932 à Prescott dans l'Arizona. Enfant de la Grande Dépression, il grandit dans le sud de la Californie. Il étudie à la San Diego State University puis intègre une école d'électronique à Groton dans le Connecticut. Là-bas, il rencontre Caroline Poplawski, avec qui il se marie en 1952. Il sert pendant trois ans dans l'US Coast Guard où il répare radios et radars. Il entre ensuite à l'université de Californie à Berkeley et est diplômé en génie électrique avec un major dans la conception de générateurs et servomoteurs en 1958.
Au début des années 1960, il vogue d'une entreprise à une autre, dont beaucoup de start-up. Le désir d'implication dans le processus de conception semble plus fort que le besoin de stabilité professionnelle. En 1964, il est employé chez General Micro Electronics où il conçoit parmi les premiers voltmètres numériques et contribue à la conception de la première puce en technologie MOS pour calculatrice électronique. En 1974, Jay travaille pour le fabricant de puces Synertek, compagnie second source du microprocesseur 8-bit MOS Technology 6502.

### Atari
Lorsque Atari, pionnier de l'industrie du jeu vidéo, fait appel à Synertek pour produire les puces de l'Atari 2600, Jay Miner est embauché. L'homme développe le chipset vidéo de la console, parvenant à convertir une platine d'expérimentation entière en une simple puce, connue sous le nom de Television Interface Adaptor (en). L'Atari 2600 devient la console no 1 du marché (env. 25 millions d'unités écoulées). Il travaille ensuite sur le jeu de puces ANTIC (en) qui est la base de la famille d'ordinateurs personnels Atari 8-bit. Atari 400 et 800 disposent de capacités graphiques avancées.
Au début des années 1980, Jay Miner désire travailler au développement d'un ordinateur basée sur la nouvelle génération de microprocesseur. Il sait que pour demeurer à l'avant-garde de la technologie, un ingénieur doit se projeter au-delà des possibilités présentes. Mais Atari refuse de financer la recherche et Jay Miner décide de quitter la société, comme l'avaient fait plus tôt d'autres ingénieurs et programmeurs. Il rejoint Xymos, une petite entreprise d'électronique qui conçoit des puces pour les stimulateurs cardiaques.

### Amiga Corporation
En 1982, Jay Miner est contacté par Larry Kaplan, ancien programmeur d'Atari et cofondateur d'Activision, qui recherche des investisseurs pour monter une compagnie de jeux vidéo. Un local est ouvert à Santa Clara, au cœur de la Silicon Valley. L'idée est que Larry Kaplan développerait les jeux, Jay Miner concevrait les puces pour les cartouches et Xymos fabriquerait les puces. Quand Larry Kaplan se désengage du projet, le CEO et président Dave Morse propose les postes de vice-président et d'ingénieur en chef à Jay Miner (il travaille encore pour Xymos). Jay Miner, qui voit là l'opportunité de réaliser son rêve, accepte à condition de développer une console de jeux construite tel un ordinateur.
« J'ai voulu pendant des années construire un super ordinateur personnel basé autour du microprocesseur Motorola 68000. Atari avait refusé et c'était là ma grande chance. Tant qu'il pourrait être vendu dans une version allégée bon marché pour les jeux vidéo, Dave Morse et les investisseurs financiers étaient heureux. Tant qu'il était illimité dans ses capacités d'extensions en tant qu'ordinateur familial de haut niveau, j'étais heureux. » — Jay Miner
La start-up Hi-Toro prend son envol en septembre 1982, bientôt rebaptisée Amiga Corporation. À l'origine, elle est divisée en deux pôles d'activités : la section « périphériques et jeux vidéo » et la section « développement matériel ». La première, qui est abandonnée courant 1983, conçoit du matériel et des jeux pour des consoles telles que l'Atari 2600 et la Colecovision. Un des produits les plus originaux fabriqués est le Joyboard, un contrôleur en forme de planche sur lequel le joueur se tient debout. La seconde se lance dans la conception d'une console qui doit être assez puissante pour permettre aux concepteurs de développer directement les jeux dessus. Son nom de code est « Lorraine ». Jay Miner se charge de recruter des ingénieurs, qu'il veut passionnés par le projet. Lui-même travaille au développement de composants matériel fondamentaux de la machine, notamment le chip graphique Agnus. Après plusieurs mois d'un travail acharné, les premiers prototypes, sophistiqués et novateurs, sont présentés au CES de Las Vegas et Chicago en 1984. 
En 1984, Amiga connaît des difficultés financières et est en quête d'un repreneur. Les dirigeants sont amenés à passer un accord « empoisonné » avec Atari,. Deux jours avant qu'Atari ne récupère les droits sur le chipset Amiga, Commodore International coiffe son rival en proposant une meilleure offre. Le rachat, d'un montant de 24 millions de dollars, est officialisé le 17 août 1984. Atari, désormais sous l'ère Jack Tramiel (anciennement à la tête de Commodore), poursuit Amiga en justice, estimant que le chipset Amiga a été élaboré sous contrat Atari. 
Jay Miner et son équipe poursuivent le projet dans la nouvelle filiale Commodore-Amiga, basée à Los Gatos. Le premier modèle, l'Amiga 1000, est lancé en septembre 1985. C'est l'un des premiers ordinateurs multimédia grand public. Jay participe ensuite au développement de l'Amiga 2000, un modèle haut de gamme que l'utilisateur peut étendre à sa guise grâce à des connecteurs d'extension (il fut beaucoup utilisé dans le montage vidéo). À la suite du remaniement du management de Commodore, l'équipe originelle Amiga se trouve marginalisée et les membres quittent petit à petit la société, jusqu'à la fermeture définitive des locaux de Los Gatos. Jay Miner reste consultant pour Commodore jusqu'à sa faillite le 24 avril 1994.

### Maladie et disparition
Jay Miner vit avec des reins malades pendant la majeure partie de sa vie et est dialysé. En 1990, il subit une greffe de rein, donné par sa sœur. Il meurt le 20 juin 1994 à Mountain View, à l'âge de 62 ans, des complications liées à sa maladie. 
Jay était toujours accompagné de son chien Mitchy, un cockapoo. Lors de la conception de l'Amiga 1000, il indiquait d'ailleurs : « La chose la plus cool était que je pouvais amener mon chien dans les locaux ». Mitchy dispose de son propre badge d'identification chez Commodore-Amiga Inc et l'empreinte de sa patte est gravée dans le plastique sous le capot des premiers Amiga 1000, aux côtés des signatures de 53 ingénieurs.